# Đông Frank

Sự phân chia đế quốc Frank vào năm 843

Đông Frank (regnum Francorum orientalium) là phần lãnh thổ nằm về phía Đông của đế quốc Frank, được chia ra bởi Hiệp ước Verdun vào năm 843. Vương quốc này sau này phát triển thành Đế quốc La Mã Thần thánh.

## Lịch sử
Với Hiệp ước Verdun vào năm 843 những người con trai của hoàng đế Louis Mộ Đạo (chết năm 840) là Lothar I, Charles Hói và Ludwig Người Đức đã chấm dứt cuộc chiến tranh giành quyền lực và chia nhau lãnh thổ Franks. Lothar nhận được Trung Frank, Charles vùng Tây Frank và Ludwig phần phía Đông của đế quốc. Sau cái chết của nhà vua Đông Frank cuối cùng thuộc dòng họ Karolinger là Ludwig IV vào năm 911, việc bầu cử Konrad lên làm vua là một bước tiến quan trọng tới một đế quốc độc lập. Nó dẫn đến việc đăng quang hoàng đế của Otto I, được xem là bắt đầu của đế chế La Mã Thần thánh.

### Sự suy tàn của đế quốc Frank
Việc phân chia lãnh thổ vào năm 843 chỉ là một cuộc phân chia quyền lực. Nó phù hợp với phong tục người Frank và không có nghĩa là chấm dứt một đế quốc Frank. Louis Mộ Đạo vào năm 817 tại hội nghị đế chế ở Aachen đã áp dụng luật thừa kế Ordinatio imperii để duy trì sự thống nhất của đế quốc. Tuy nhiên chính ông 829 đã làm hỏng biện pháp này, khi ông vì lợi ích của người con trai với vợ thứ hai, đã thực hiện một luật mới. Nó đưa đến những cuộc đấu tranh giành quyền lực trong gia đình từ năm 1830 cho tới 1842, mà chỉ kết thúc sau khi hiệp định Verdun được ký kết. Nhưng từ đó vì không có một thỏa thuận lâu dài về người cai trị đế quốc, miềm Đông và miền Tây ngày càng phát triển tách rời nhau ra. Những cuộc nội chiến lại làm sao lãng cuộc chiến tranh chống ngoại xâm. Những sự tàn phá mà gây ra bởi quân đội của người Normannen, Sarazenen và từ 899 Magyaren tại lãnh thổ đế quốc, làm mất dần tiếng tăm của triều đại Caroling, tạo nên sự thăng tiến của các lãnh tụ địa phương.

### Nhà Caroling ở Đông Frank
Lãnh thổ của Ludwig Người Đức nhỏ hơn và chậm phát triển hơn là vùng ở phía Tây. Tuy nhiên Ludwig có quyền tự do lựa chọn giám mục. Ông lấy Königspfalz ở Regensburg và Frankfurt với việc thành lập nhà thờ Pfalz làm trung tâm vương quốc mình và dùng chính trị hôn thê để liên kết với các nhà quý tộc ở Đông Frank cũng như ở các vùng khác. 855 sau cái chết của Lothar xảy ra những xung đột với Charles Hói về việc phân chia lãnh thổ Trung Frank, cũng như về việc gia đình nào sẽ được ngôi hoàng đế. 870 theo hiệp định Meersen, vùng sau này gọi là Lothringen bị phân chia, nhưng 880 trong hiệp định von Ribemont lại thuộc cả về Đông Frank. Sau cái chết của người con trai của Lothar, Ludwig II, mà là hoàng đế từ năm 855, Charles Hói († 877) được sự ủng hộ của Giáo hoàng Gioan VIII và được phong làm hoàng đế 875. Ludwig Người Đức chết năm 876 trong khi 2 bên đang tranh chấp.

### Các hoàng đế Đông Frank:
1. Ludwig II: 843 - 876
2. Karloman: 876 - 880
3. Ludwig III: 880 - 882
4. Karl III "To Béo": 882 - 887
5. Arnulf: 887 - 899
6. Ludwig IV: 899 - 911
7. Konrad I: 911 - 918
8. Heinrich I: 919 - 936
9. Otto: 936 - 962, về sau trở thành Hoàng đế của Đế quốc La Mã thần thánh